# Peregrinación en bicicleta a Itatí
La peregrinación en bicicleta a Itatí (llamada popularmente peregrinación a Itatí y ahora también conocida como peregrinación de ciclistas del Mercosur) es una marcha de carácter religioso que se realiza cada año a principios del mes de diciembre desde la ciudad de Posadas (provincia de Misiones) hasta el municipio de Itatí (provincia de Corrientes), lugar donde se encuentra la imagen de la Virgen de Itatí.
Se realiza desde 1981 y es uno de los acontecimientos deportivos y religiosos que goza de mayor popularidad en Misiones.
En 2015, la peregrinación de ciclistas del Mercosur va por su 35.ª edición.

## Ruta
Hay varias rutas para llegar a Itatí, según el lugar de donde provienen los peregrinos. La más importante es:
- Posadas (Misiones) - Itatí (Corrientes): El recorrido es de 270 kilómetros por Ruta Nacional 12.[4]